# Cedar Rock
Cedar Rock é uma vila localizada no estado norte-americano de Carolina do Norte, no Condado de Caldwell.

## Demografia
Segundo o censo norte-americano de 2000, a sua população era de 315 habitantes.
Em 2006, foi estimada uma população de 319, um aumento de 4 (1.3%).

## Geografia
De acordo com o United States Census Bureau tem uma área de
2,9 km², dos quais 2,9 km² cobertos por terra e 0,0 km² cobertos por água.

## Localidades na vizinhança
O diagrama seguinte representa as localidades num raio de 16 km ao redor de Cedar Rock.